# Gouvernement Lafontant
République d’Haïti
Jean-Charles Céant
Le gouvernement Jack Guy Lafontant est le gouvernement d'Haïti du 21 mars 2017 au 17 septembre 2018.

## Historique

### Formation
Le 22 février 2017, alors qu'il n'a aucune expérience connue en politique à part la gestion d'un petit parti (Mouvement démocratique d'Haïti), Jack Guy Lafontant est nommé Premier ministre, et présente son gouvernement le 13 mars. Le 16, il obtient la confiance du Sénat à l'unanimité des 20 voix,. La séance avait été précédemment reportée faute de quorum. Le 21 mars, son gouvernement obtient la confiance de la Chambre des députés avec 95 voix pour, 6 contre et 2 abstentions. Il prend ses fonctions le jour-même,.

### Évolution
Le gouvernement est remanié le 24 avril 2018.

### Succession
Il annonce sa démission le 14 juillet 2018, une semaine après des violences meurtrières déclenchées par une tentative de son gouvernement d'augmenter les prix des carburants. Sa démission est acceptée par le président Jovenel Moïse et Lafontant expédie alors les affaires courantes,  Jean-Henry Céant lui succède.

## Composition

### Initiale (21 mars 2017)
La composition est la suivante.
| Portefeuille                                                                   | Titulaire | Titulaire                                                                                                  | Parti |
| ------------------------------------------------------------------------------ | --------- | --- | ----- |
| Premier ministre                                                               |           | Jack Guy Lafontant                                                                                         | SE    |
| Ministre de l'Intérieur et des Collectivités territoriales                     |           | Max Rudolph Saint Albin                                                                                    | SE    |
| Ministre de la Planification et de la Coopération externe                      |           | Aviol Fleurant                                                                                             | SE    |
| Ministre des Affaires étrangères et des Cultes                                 |           | Antonio Rodrigue                                                                                           | SE    |
| Ministre des Travaux publics, des Transports et de la Communication            |           | Fritz Caillot                                                                                              | SE    |
| Ministre de l'Agriculture, des Ressources naturelles et du Développement rural |           | Carmel Andre Bélliard                                                                                      | SE    |
| Ministre de la Santé publique et de la Population                              |           | Marie Gréta Roy Clément                                                                                    | SE    |
| Ministre de l'Éducation                                                        |           | Pierre Agénor Cadet                                                                                        | SE    |
| Ministre du Commerce et de l'Industrie                                         |           | Pierre Marie Du Meny                                                                                       | SE    |
| Ministre du Tourisme                                                           |           | Colombe Emilie Jessy Menos                                                                                 | SE    |
| Ministre de l'Environnement                                                    |           | Pierre Simon Georges                                                                                       | SE    |
| Ministre de la Défense                                                         |           | Hervé Denis                                                                                                | SE    |
| Ministre des Affaires sociales et du Travail                                   |           | Bellevue Roosvelt (jusqu'au 29/08/2017) Jack Guy Lafontant a.i. Stéphanie Auguste (à partir du 13/09/2017) | SE    |
| Ministre de l'Économie et des Finances                                         |           | Jude Alix Patrick Salomon                                                                                  | SE    |
| Ministre à la Condition féminine et aux Droits des femmes                      |           | Eunnide Innoncent                                                                                          | SE    |
| Ministre de la Jeunesse, des Sports et de l'Action civique                     |           | Régine Lamur                                                                                               | SE    |
| Ministre des Haïtiens vivant à l’étranger                                      |           | Stéphanie Auguste                                                                                          | SE    |
| Ministre de la Justice et de la Sécurité publique                              |           | Heidi Fortuné                                                                                              | SE    |
| Ministre de la Culture et de la Communication                                  |           | Limond Toussaint                                                                                           | SE    |

### Remaniement du 24 avril 2018
- Les nouveaux ministres sont indiqués en gras, ceux ayant changé d'attributions en italique.

| Portefeuille                                                                   | Titulaire | Titulaire                  | Parti |
| ------------------------------------------------------------------------------ | --------- | -------------------------- | ----- |
| Premier ministre                                                               |           | Jack Guy Lafontant         | SE    |
| Ministre de l'Intérieur et des Collectivités territoriales                     |           | Jean Mary Raynaldo Brunet  | SE    |
| Ministre de la Planification et de la Coopération externe                      |           | Aviol Fleurant             | SE    |
| Ministre des Affaires étrangères et des Cultes                                 |           | Antonio Rodrigue           | SE    |
| Ministre des Travaux publics, des Transports et de la Communication            |           | Fritz Caillot              | SE    |
| Ministre de l'Agriculture, des Ressources naturelles et du Développement rural |           | Joubert Engrand            | SE    |
| Ministre de la Santé publique et de la Population                              |           | Marie Gréta Roy Clément    | SE    |
| Ministre de l'Éducation                                                        |           | Pierre Agénor Cadet        | SE    |
| Ministre du Commerce et de l'Industrie                                         |           | Pierre Marie Du Meny       | SE    |
| Ministre du Tourisme                                                           |           | Colombe Emilie Jessy Menos | SE    |
| Ministre de l'Environnement                                                    |           | Pierre Simon Georges       | SE    |
| Ministre de la Défense                                                         |           | Hervé Denis                | SE    |
| Ministre des Affaires sociales et du Travail                                   |           | Stéphanie Auguste          | SE    |
| Ministre de l'Économie et des Finances                                         |           | Jude Alix Patrick Salomon  | SE    |
| Ministre à la Condition féminine et aux Droits des femmes                      |           | Eunnide Innoncent          | SE    |
| Ministre de la Jeunesse, des Sports et de l'Action civique                     |           | Régine Lamur               | SE    |
| Ministre des Haïtiens vivant à l’étranger                                      |           | Guy André Junior François  | SE    |
| Ministre de la Justice et de la Sécurité publique                              |           | Jean Roudy Aly             | SE    |
| Ministre de la Culture et de la Communication                                  |           | Joseph Guyler Cius Delva   | SE    |